# 加密貨幣
加密貨幣（又译密碼學貨幣、密碼貨幣）是一種使用密碼學原理來確保交易安全及控制交易單位創造的交易媒介。
跟平常使用的紙幣需要防偽設計一樣，加密貨幣的防偽是利用數位貨幣和虛擬貨幣使用密碼學及數字雜湊而成並與智慧合約的綁定之下的新型通證。比特幣在2009年成為全世界第一個去中心化的加密貨幣，這之後加密貨幣一詞多指此類設計。 自此之後數種類似的加密貨幣被創造，它們通常被稱作altcoins。加密貨幣基于去中心化的共识机制，與依赖中心化监管体系的银行金融系統相對。
去中心化的性質源自於使用分散式賬本（英語：Distributed ledger technology）的區塊鏈（英語：Blockchain）技術。

## 定义
根据 Jan Lansky 所述，加密貨幣是满足六个条件的系统： 
1. 该系统无需中心机构，其状态通过分布式的共识机得以维持。
2. 该系统能对加密貨幣及其所有权进行记录。
3. 该系统定义能否产生新的加密貨幣。如果可以，则系统需定义新幣的来源，并定义如何确定这些新幣的所有者。
4. 只能通过密码学的方式来证明加密貨幣的所有权。
5. 该系统允许通过交易来改变加密貨幣的所有权。交易仅可从能证明加密貨幣当前所有权的实体发布。
6. 如果同一时间产生了两个改变相同加密貨幣所有权的指令，该系统最多只能执行其中一个。

2018年3月，加密貨幣（英語：Cryptocurrency）一词被加入韦氏词典中。  在媒體和社群中，加密貨幣的英文 Cryptocurrency 常被縮寫為 Crypto。

## 架构
通过在构建加密貨幣系统时公开定义的貨幣发行速率，整个系统协作生成去中心化的加密貨幣。在传统的中心化的银行与经济体系中（例如联邦储备系统），企业董事会或政府通过印刷法定貨幣或通过增加数字银行分类账的方式来控制貨幣的供应。而在去中心化的加密貨幣体系中，公司或政府无法制造新的加密貨幣，且迄今为止还没有为持有资产价值的其他公司、银行或企业实体提供背书。去中心化加密貨幣系统的技术架构由名为中本聪的个人或团体构建。
截至2018年5月，已有超过1,800种加密貨幣标准。在加密貨幣系统中，互不信任的参与者（称为矿工）维护着分类账的安全性、完整性及余额：他们使用计算机帮助验证交易、为交易添加时间戳，并根据特定的时间戳机制将交易添加至分类账中。
在大多数加密貨幣系统的设计中，貨幣的产量将会逐渐减少，使得流通貨幣的总额不超过设定的上限。与保存在金融机构的传统貨幣及自行保管的现金相比，加密貨幣更难以被执法机构搜查或扣押。 由于追踪大多数加密货币本身存在困难，黑市中的犯罪分子越来越多地利用这些数字资产进行非法金融交易，包括洗钱。

## 比特幣與其他加密貨幣
比特幣是第一種以加密貨幣型態存在的數位貨幣，因此具有主導性的地位，而比特幣以外的同型態貨幣，又稱為山寨幣、競爭幣（英語：altcoin），可經由獨立創建、硬分叉、透過ICO發行的代幣等方式建立，一部分参考比特幣、以太幣等思想、原理、源代码产生的，与比特幣相似的虚拟貨幣，目前有數千種以上可公開交易的密码貨幣在流通。
新的加密貨幣可能在任何時間被任何人建立出來，比如自己發行自己的貨幣，不過價格自然也沒有得到認可，其他較成功的競爭幣種，為了跟比特幣爭奪使用者的青睞，通常具備更多的功能、更高交易頻密度、更完善的隱私保護、更快的區塊生成時間、支援智能合约、不同的演算法與共識機制等。例如，莱特幣为了加快处理交易的速度，每2.5分钟产生一个区块，相较比特幣设定的10分钟更快。以太坊则增加了智能合约功能，使得其区块链上能够运行分布式应用。
由于比特幣本身并没有权威的发行机构和国家政权来维持其权威性、唯一性，比特幣的概念與技術很快引來了很多人拷貝它，即使比特幣是最早、最知名、人們最熟悉的加密貨幣，但也与其模仿者之间只能平等地相处，不過因爲具有最大的使用者网络社区以及很强的网络效应，使其大部分時間也是市值最高最穩定的加密貨幣，但是并不具有绝对排它的地位。

##### 种类
截至2022年2月，市场上已有超过10,000种加密貨幣流通，代表性的有比特幣、以太坊等。
| 名称                     | 代码 | 网站                                                |
| ------------------------ | ---- | --------------------------------------------------- |
| 比特幣（英語：Bitcoin）         | BTC  | https://bitcoin.org/ （页面存档备份，存于）         |
| 以太坊（英語：Ethereum）         | ETH  | https://www.ethereum.org/（页面存档备份，存于）     |
| 泰達幣（英語：Tether）   | USDT | https://tether.to/ （页面存档备份，存于）           |
| 幣安幣（英語：Binance Coin）         | BNB  | https://www.binance.com/en （页面存档备份，存于）   |
| USD Coin                 | USDC | https://www.centre.io/usdc （页面存档备份，存于）   |
| 瑞波幣（英語：Ripple）         | XRP  | https://ripple.com/xrp/ （页面存档备份，存于）      |
| 莱特幣（英語：Litecoin）         | LTC  | https://litecoin.org/ （页面存档备份，存于）        |
| 多吉幣、狗狗幣（英語：Dogecoin） | DOGE | https://dogecoin.com/ （页面存档备份，存于）        |
| 達世幣（英語：Dash）         | DASH | https://www.dash.org/ （页面存档备份，存于）        |
| EOS.IO                   | EOS  | https://eos.io/（页面存档备份，存于）               |
| Globaldce                | GDCE | https://globaldce.github.io/ （页面存档备份，存于） |
| 艾達幣（英語：Cardano）  | ADA  | https://cardano.org/ （页面存档备份，存于）         |
| TRON                     | TRX  | https://tron.network/ （页面存档备份，存于）        |
| Solana                   | SOL  | https://solana.com （页面存档备份，存于）           |
| 門羅幣（英語：Monero）   | XMR  | https://www.getmonero.org （页面存档备份，存于）    |

##### 应用程式
| 分类           | 应用程式 |
| -------------- | -------- |
| 讯息、价格追踪 | iOS      |

## 加密貨幣與其他貨幣模式的比較
以人類社會中較有名的幾種交易媒介為例：
| 比較         | 加密貨幣                           | 贵金属                         | 法定貨幣                     |
| 示例         | 比特幣                             | 黃金                           | 美元                         |
| 呈現方式     | 電子錢包、私鑰                     | 金幣、金元寶                   | 現金、存款                   |
| 发行方法     | 算法、工作量證明（或其他共識機制） | 開採、提煉                     | 发行债券，印鈔鑄幣           |
| 存放方式     | 電子檔案（區塊鏈）                 | 存放于金庫、自己持有           | 自己持有、在金融机构存款     |
| 機構存放成本 | 用戶的儲存設備                     | 每年約0.15%到1%                | 存放款利差                   |
| 交易成本     | 依區塊鏈擁擠狀況而定               | 較高昂                         | 較低，幅度变化视国家而定     |
| 防偽方法     | 密码学及區塊鏈技術                 | 物理上難以複製或人工合成       | 防偽設計、法律規範           |
| 實體運送     | 無須運送，有網路及私鑰即可使用     | 昂貴且有安全問題               | 比贵金属方便，但仍有安全問題 |
| 信用媒介     | 了解型信任机制                     | 物理的稀少性与实用性、历史因素 | 國家或聯盟主權、黄金储备量   |
| 记录保存     | 區塊鏈自动記入                     | 需另行處理                     | 需另行處理                   |
| 支付结算     | 分散式                             | 不流通                         | 中心化                       |
| 稀有性來源   | 通常設有最高發行量                 | 物理與技術限制                 | 央行控制                     |
| 鉴定         | 區塊鏈                             | 物理化學化验                   | 信赖来源、各種驗鈔方式       |
| 凍結         | 需控制錢包私鑰                     | 實體扣押                       | 實體扣押或銀行凍結           |
| 隱私         | 原則匿名但公開，但部分幣種交易保密 | 依存放機構而定                 | 依存放機構而定               |
| 價值变化幅度 | 相當大，過去紀錄每年不少于±1000%   | ±10%                           | 视国家状况而定               |

## 国家数字貨幣
中国、瑞典、英国和新加坡等的中央银行已经研究法定数字貨幣用例。
- e-Dinar 是突尼斯共和国政府用区块链技术发行的数字貨幣。也是第一个国家数字貨幣。[30]
- eCFA 是塞内加尔共和国政府用区块链技术发行的数字貨幣。[31]
- 委內瑞拉的石油幣

然而，有評論指出，国家数字貨幣，只是將國家的法幣替換成上「數位、加密」的型態而已，政府或中央銀行仍可恣意操縱之，並不符合加密貨幣去中心化的理念。

## 法律風險
虛擬資產多數情況下不承認為法定貨幣，且屬於期貨商品，承認這些加密貨幣的性價有限，只有受到認可的人才被視為貨幣。

此外，有些國家禁止使用虛擬資產，原因基於任何人也可創造屬於自己的貨幣單位，並可藉着電子設備而製造資產數量，即不勞而獲的意味。另外有人利用價值性有限的虛擬資產用作欺詐用途，例如JPEX案中的詐騙事件。

## 爭議
2023年9月，香港社會連續發生了與加密貨幣有關的案件，當中JPEX案牽連甚廣，軒然大波，數十媒體及報章均有報導此事，香港警方有邀請本地多位藝人、網絡意見領袖，協助相關的調查，同時查封多間無牌經營加密貨幣的店舖。證監會亦有就此事向公眾發佈記者招待會。

## 延伸閱讀
- Chayka, Kyle. . Pacific Standard. 2 July 2013  [18 January 2014].
- Guadamuz, Andres; Marsden, Chris.  (PDF). First Monday. 2015, 20 (12). doi:10.5210/fm.v20i12.6198.

## 參閱
- 區塊鏈
- 雜湊函數
- 共識機制
- 錢包 (加密貨幣)
- 加密貨幣列表
- 比特幣自動櫃員機
- 穩定幣

## 外部連結
- 维基共享资源上的相關多媒體資源：加密貨幣
- 加密貨幣的每日市值和价格 （页面存档备份，存于）